# Club Deportivo Armenio
 (mai 2023).
Si vous disposez d'ouvrages ou d'articles de référence ou si vous connaissez des sites web de qualité traitant du thème abordé ici, merci de compléter l'article en donnant les références utiles à sa vérifiabilité et en les liant à la section « Notes et références ».
Maillots
Dernière mise à jour : 29 mai 2025.
Le Club Deportivo Armenio est un club argentin de football basé à Buenos Aires.

## Histoire
Le club a commencé à jouer dans les divisios inférieurs de la Ligue Argentine de Football, mais il a rapidement connu des succès. En 1981, Armenio a remporté le championnat de la Primera C, la quatrième division argenrune, et a ainsi obtenu sa promotion en Primera B Metropolitana, la troisième division.